# سامر مکینتاش
سامر آن مک‌اینتاش (زاده ۱۸ اوت ۲۰۰۶) یک شناگر رقابتی کانادایی است. او سه بار قهرمان المپیک، چهار بار قهرمان ورزش‌های آبی جهان و دو بار برنده مدال طلای بازی‌های کشورهای مشترک المنافع است. او که به دلیل قدرتش در مسابقات مختلط و پروانه شناخته می‌شود، رکورددار کنونی جهان در ماده ۴۰۰ متر مختلط انفرادی است، و همچنین دارای رکورد المپیک و تکستایل در ماده ۲۰۰ متر پروانه و رکورد المپیک در ۲۰۰ متر مختلط انفرادی
مک‌اینتاش اولین بار زمانی که در سن ۱۴ سالگی جوانترین عضو تیم کانادا برای بازی‌های المپیک تابستانی ۲۰۲۰ بود، مورد توجه قرار گرفت، جایی که در ۴۰۰ متر آزاد به مقام چهارم دست یافت. سال بعد، او جوان‌ترین قهرمان شنای جهان در رشته‌های آبی در بیش از یک دهه، و اولین کانادایی بود که دو مدال طلا را در یک دوره مسابقات جهانی کسب کرد، که به همین دلیل به او لقب «احساس شنای نوجوانان» داده شد. در مارس و آوریل ۲۰۲۳، در مدت پنج روز، اولین و دومین رکورد جهانی خود را در ماده ۴۰۰ متر آزاد و ۴۰۰ ماده مختلط انفرادی در مسابقات ملی کانادا به نام خود ثبت کرد. عملکرد مک‌اینتاش در بازی‌های المپیک تابستانی ۲۰۲۴، که در آن چهار مدال انفرادی (سه طلا و یک نقره) کسب کرد، شهرت او را بیشتر کرد و تایم آن را «سامر تابستان» نامید.

## اوایل زندگی
مک‌اینتاش دختر گرگ مک‌اینتاش و شناگر سابق تیم المپیک کانادا، جیل هورستد است. خواهر بزرگتر او بروک یک اسکیت باز رقابتی است.
مک‌اینتاش در حال حاضر در ساراسوتا، فلوریدا تحصیل می‌کند و آموزش می‌بیند.

## حرفه
مک‌اینتاش بیش از ۵۰ رکورد ملی شنا گروه سنی را شکسته است. در ماه مه ۲۰۲۱، مک‌اینتاش در ماده ۴۰۰ متر آزاد ۴:۰۵٫۱۳ شنا کرد که سریع‌ترین زمان شناگر ۱۴ ساله در سراسر جهان بود. تا تاریخ مارس ۲۰۲۳ او رکورد جهانی دوی ۴۰۰ متر IM را دارد.

### فصل ۲۰۲۱
به عنوان بخشی از آزمایشات شنای المپیک ۲۰۲۱ کانادا در تورنتو، مک‌اینتاش در ماده ۲۰۰ متر آزاد در رقابت با پنی اولکسیاک، با بهترین زمان شخصی ۱:۵۶٫۱۹ پیروز شد، که همچنین سریع‌ترین زمان تاریخ توسط یک شناگر ۱۴ ساله بود. در سراسر جهان. این او را برای بازی‌های المپیک تابستانی ۲۰۲۰ توکیو واجد شرایط کرد. مک‌اینتاش با پیروزی در ماده ۸۰۰ متر آزاد، در بهترین زمان شخصی دیگر با ۸:۲۹٫۴۹ پیروز شد. او جوانترین فردی بود که به تیم المپیک کانادا راه یافت.

### فصل ۲۰۲۲
در ۴ مارس ۲۰۲۲، مک‌اینتاش در یک رویداد مقدماتی برای آزمایش‌های شنای کانادا، ۴۰۰ متر مختلط انفرادی را شنا کرد و زمان ۴:۲۹٫۱۲ را ثبت کرد. این رکورد هم یک رکورد ملی و هم در کشورهای مشترک المنافع و سومین سریع‌ترین زمان در تمام دوران بود و همچنین سریع‌ترین زمان ثبت شده توسط هر شناگری از زمان قهرمانی کاتینکا هوسو در بازی‌های المپیک تابستانی ۲۰۱۶ بود. در آزمایش‌های ملی شنا، مک‌اینتاش در دوی ۲۰۰ متر و ۴۰۰ متر آزاد، ۲۰۰ متر پروانه و ۴۰۰ متر مختلط انفرادی، پیش از خراشیدن از ۸۰۰ متر آزاد، عنوان‌هایی را کسب کرد.

### فصل ۲۰۲۳
مک‌اینتاش در اوایل سال ۲۰۲۳ با اجرا در رویداد پرو سوییم سریز ۲۰۲۳ در فورت لادردیل، سرفصل خبرها را جلب کرد و ابتدا رکوردهای ملی و جهانی خود را در ۲۰۰ متر پروانه پایین آورد. چند روز بعد در ماده ۲۰۰ متر آزاد، او رکورد ملی تیلور راک را شکست و رکورد قبلی خود را در نوجوانان جهان با زمان ۱:۵۴٫۱۳ پایین آورد و بر کیتی لدکی پیروز شد. این اولین باری بود که لدکی در یک فینال داخلی در مسافت ۲۰۰ متر یا بالاتر از سال ۲۰۱۴ شکست خورد. مک‌اینتاش خاطرنشان کرد که «من واقعاً از آن شنا راضی هستم اما واقعاً دردناک است.» سپس رکورد ملی سیدنی پیکرم را در ۲۰۰ متر مختلط انفرادی شکست.